# Maungakotukutuku Stream
Le Maungakotukutuku  (en anglais : Maungakotukutuku Stream) est un cours d'eau du  District de Kapiti Coast dans l’île du Nord de la Nouvelle-Zélande.

## Situation
Sa source est située dans le secteur de Maungakotukutuku et c’est un affluent de la rivière Waikanae.
Il a été envisagé de construire un barrage sur le cours d'eau afin d’ augmenter la fourniture d’eau potable  au niveau de la région de la côte de Kapiti.